# Lalevade-d’Ardèche
Lalevade-d’Ardèche település Franciaországban, Ardèche megyében. Lakosainak száma 1153 fő (2022. január 1.). Lalevade-d’Ardèche Fabras, Pont-de-Labeaume, Prades és Vals-les-Bains községekkel határos.

## Népesség
A település népességének változása:
| Lakosok száma | 1150 | 1103 | 1012 | 1188 | 1132 | 1102 | 1107 | 1118 | 1131 | 1153 |
|               | 1968 | 1982 | 1990 | 2006 | 2013 | 2015 | 2017 | 2019 | 2020 | 2022 |